# Le Redoutable
Le Redoutable is een Franse biografische film uit 2017, geschreven en geregisseerd door Michel Hazanavicius, gebaseerd op de autobiografische roman Un an après van Anne Wiazemsky. De film ging op 21 mei in première op het filmfestival van Cannes in de competitie voor de Gouden Palm.

## Verhaal
De beroemde regisseur Jean-Luc Godard draait in Parijs in 1967 zijn film La Chinoise met in de hoofdrol Anne Wiazemsky, zijn geliefde die zeventien jonger is dan hij. Ze ontmoetten elkaar kort voor de filmopnamen van Au hasard Balthazar van Robert Bresson in 1966. Ze zijn gelukkig en trouwen met elkaar. Zijn film La Chinoise ontvangt negatieve kritieken waardoor de filmregisseur in een zichzelf vragen begint te stellen. Daar bovenop komen de gebeurtenissen van mei 1968 waardoor hij van sterregisseur transformeert naar een misbegrepen maoïstisch artiest die experimentele politieke films draait.

## Rolverdeling
| Acteur           | Personage             |
| ---------------- | --------------------- |
| Louis Garrel     | Jean-Luc Godard       |
| Stacy Martin     | Anne Wiazemsky        |
| Bérénice Bejo    | Michèle Rosier        |
| Micha Lescot     | Jean-Pierre Bamberger |
| Grégoru Gadebois | Michel Cournot        |